# Tempranillo

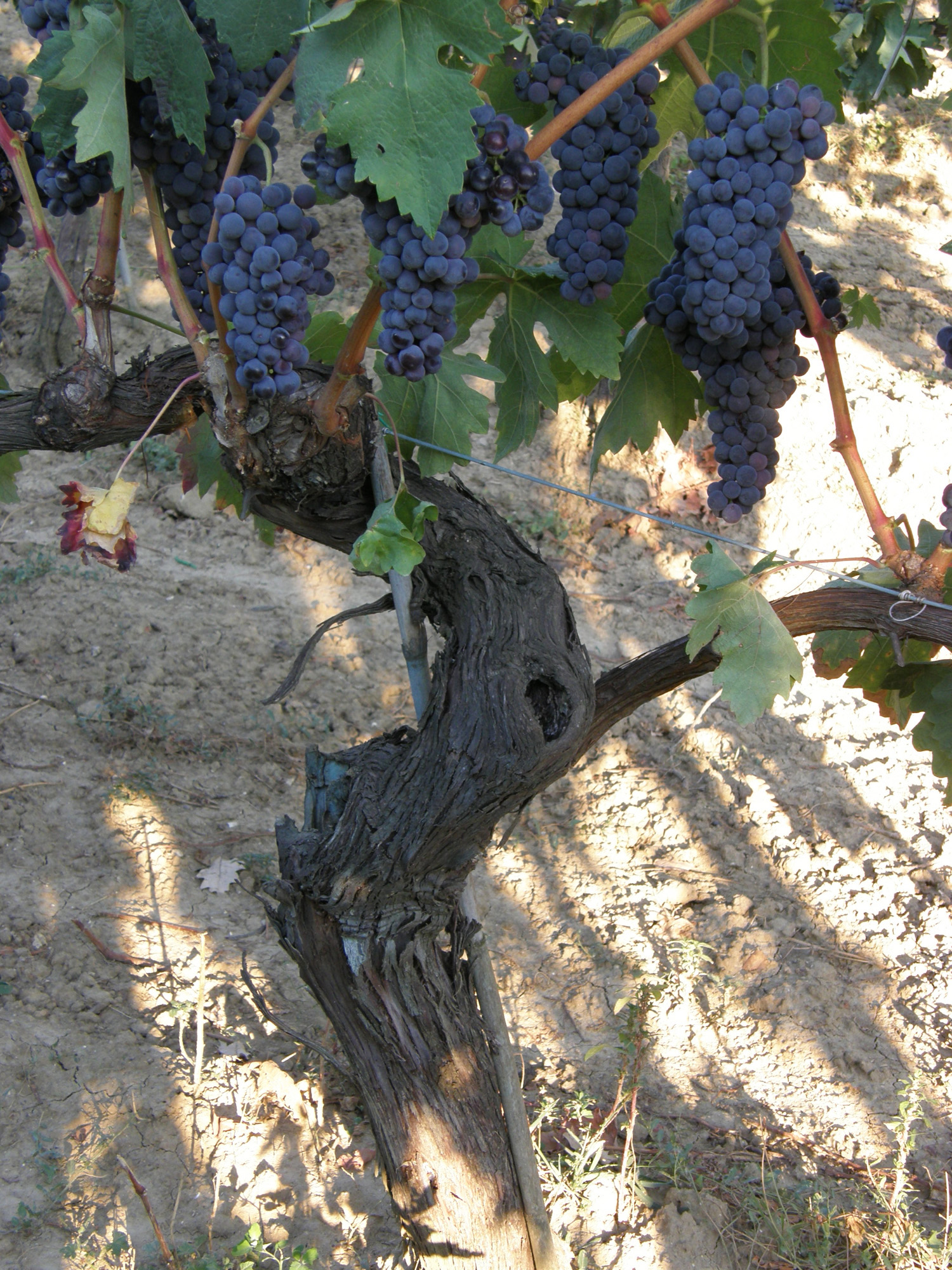
Zrající hrozny odrůdy tempranillo

Tempranillo (také označované Ull de Llebre, Cencibel, Tinto Fino a Tinta del Pais ve Španělsku, Aragonez nebo Tinta Roriz v Portugalsku a několika dalšími názvy jinde) je odrůda révy vinné, která se ve Španělsku často pěstuje pro výrobu plných červených vín. Hrozny jsou tmavomodré až černé. Název je zdrobnělinou španělského temprano (raný), protože dozrává o několik týdnů dříve než většina španělských červených vín. Tempranillo se na Pyrenejském poloostrově pěstuje již od dob fénického osídlení. Je to hlavní odrůda používaná ve vinařské oblasti Rioja a často se o ní hovoří jako o typické španělské odrůdě. Pěstuje se však i v mnoha jiných vinařských oblastech světa.
V roce 2015 bylo tempranillo čtvrtou nejrozšířenější odrůdou révy vinné světa s 232 561 hektary vinic, z nichž 87 % bylo ve Španělsku, kde je nejvíce pěstovanou červenou odrůdou révy vinné.
Na rozdíl od aromatičtějších odrůd červených vín, jako je Cabernet Sauvignon, sangiovese a rulanské modré, má tempranillo poměrně neutrální profil, takže se často mísí s jinými odrůdami, jako jsou grenache a carignan (známá v oblasti Rioja jako mazuelo), nebo zraje delší dobu v dubových sudech, kde víno nabírá chuť dřeva. Odrůdová vína tempranillo obvykle vykazují příchuť švestek a jahod.
Tempranillo je raná odrůda, prospívající na vápenitých půdách, jaké se nacházejí v oblasti Ribera del Duero ve Španělsku. V Portugalsku se ve směsi s dalšími odrůdami používá k výrobě portského vína.
V roce 2012 bylo zjištěno, že tempranillo je přirozeným křížencem odrůdy albillo mayor a zapomenuté odrůdy zvané benedicto. Dříve se považovalo za příbuzné odrůdě rulandské modré. Podle legendy zanechali cisterciáčtí mniši řízky rulandského modrého v klášterech na své pouti do Santiaga de Compostela. Výzkum však neprokázal žádné genetické spojení mezi těmito odrůdami.